# Ivan Haluzický
Ivan Haluzický (9. března 1913 Uherský Brod, Rakousko-Uhersko – 4. listopadu 1965 Bratislava, Československo) byl důstojník slovenského a československého letectva, velitel posádky piešťanského letiště, s níž přešel do povstání.

## Život
Narodil se v Uherském Brodě. Jeho bratr Juraj působil jako hudební pedagog. Od roku 1938 působil jako velitel 8. pozorovací letky ve Vyškově. Operoval na strojích Letov Š-328. Po vyhlášení Slovenského státu působil jako důstojník slovenského letectva. Jako příslušník 11. letky se zúčastnil tažení proti Polsku a SSSR.
Později do 29. srpna 1944 působil jako velitel letiště Piešťany. Po vypuknutí Slovenského národního povstání organizoval protinacisticky smýšlející vojáky posádky a s asi 400 muži odešel na povstalecké území. Jednotka zanechala celý letecký park na letišti v Piešťanech a na letiště Tri Duby dorazila jako motorizovaný oddíl. Příslušníci piešťanské posádky později bojovali u Nové Bani, Martina, Vrútek, Malého Šturce a Sučan jako součást povstalecké armády.
Byl evakuován z povstaleckého území a 22. září 1944 se začal v polské Przemyśli zacvičovat na sovětská letadla. Od 5. ledna 1945 působil jako velitel 2. československého stíhacího leteckého pluku působícího na východní frontě.
Po válce v letech 1945 – 1949 působil jako velitel leteckého pluku v Piešťanech. Později po roce 1950 byl zatčen a politicky pronásledován komunistickým režimem. V roce 1959 absolvoval stavební fakultu Technické univerzity v Bratislavě. Zemřel v roce 1965 v Bratislavě. Je pohřben v Piešťanech.